# Joseph Pastor Neelankavil
Joseph Pastor Neelankavil (Aranattukara, 19 marzo 1930 – Yesu Bhavan, 17 febbraio 2021) è stato un vescovo cattolico indiano.

## Biografia
Joseph Pastor Neelankavil nacque a Aranattukara il 19 marzo 1930 da Lazar Neelankavil e Kunjanam Palathingal. Aveva due fratelli e quattro sorelle. Due di esse entrarono nella Congregazione delle francescane clarisse.

### Formazione e ministero sacerdotale
Cominciò gli studi presso i seminari della sua eparchia di origine e poi entrò nella congregazione dei carmelitani della Beata Vergine Maria Immacolata. Proseguì gli studi presso la St. Aloysius School di Elthuruth.
Il 15 ottobre 1950 ricevette l'abito religioso nella cappella del Monastero di Santa Teresa ad Ampazhakad. Assunse il nuovo nome di Pastor. Il 15 ottobre dell'anno successivo emise la prima professione. Compì gli studi ecclesiastici di lettere a Mannanam, Kunammavu e Chethipuzha. Studiò filosofia presso il Pontificio Seminario di Pune e teologia al Dharmaram College di Bangalore dal 1957 al 1960.
Il 17 maggio 1960 fu ordinato presbitero nella cappella del Dharmaram College di Bangalore da monsignor Joseph Parekkattil, arcieparca metropolita di Ernakulam-Angamaly. In seguito fu vicedirettore dell'apostolato sociale nell'allora eparchia di Trichur e direttore dell'Associazione cattolica del lavoro. Nel 1963 fu inviato a Roma per studi. Conseguì il diploma in sociologia presso l'Istituto di sociologia e il dottorato in diritto canonico presso la Pontificia Università Lateranense. Tornato in patria fu consigliere generale per le missioni.

### Ministero episcopale
Il 20 dicembre 1986 papa Giovanni Paolo II lo nominò eparca di Sagar. Ricevette l'ordinazione episcopale il 22 febbraio successivo nella chiesa di San Raffaele a Sagar dall'eparca di Trichur Joseph Kundukulam, co-consacranti l'arcivescovo metropolita di Bhopal Eugene Louis D'Souza e quello di Cuttack-Bhubaneswar Raphael Cheenath.
Il 2 febbraio 2006 papa Benedetto XVI accettò la sua rinuncia al governo pastorale della diocesi per raggiunti limiti di età. Si trasferì presso la Sagar Mission Home di Kuttur, nei pressi di Thrissur.
Parlava inglese, malayalam, hindi, tedesco, italiano e latino.
Morì a Yesu Bhavan, nei pressi di Kuttoor, alle 6:45 del 17 febbraio 2021 all'età di 90 anni per COVID-19. Una prima celebrazione di esequie si tenne il 19 febbraio. Una seconda celebrazione si tenne il 23 febbraio nella cattedrale di Teresa di Lisieux a Sagar. Al termine del rito fu sepolto nel cimitero della cattedrale.

## Genealogia episcopale
La genealogia episcopale è:
- Cardinale Scipione Rebiba
- Cardinale Giulio Antonio Santori
- Cardinale Girolamo Bernerio, O.P.
- Arcivescovo Galeazzo Sanvitale
- Cardinale Ludovico Ludovisi
- Cardinale Luigi Caetani
- Cardinale Ulderico Carpegna
- Cardinale Paluzzo Paluzzi Altieri degli Albertoni
- Papa Benedetto XIII
- Papa Benedetto XIV
- Papa Clemente XIII
- Cardinale Marcantonio Colonna
- Cardinale Giacinto Sigismondo Gerdil, B.
- Cardinale Giulio Maria della Somaglia
- Cardinale Carlo Odescalchi, S.I.
- Cardinale Costantino Patrizi Naro
- Cardinale Lucido Maria Parocchi
- Papa Pio X
- Papa Benedetto XV
- Cardinale Willem Marinus van Rossum, C.SS.R.
- Arcivescovo Leo Peter Kierkels, C.P.
- Vescovo George Alapatt
- Vescovo Joseph Kundukulam
- Vescovo Joseph Pastor Neelankavil